# Horbuliv, Cerneahiv
Horbuliv (în ucraineană Горбулів) este localitatea de reședință a comunei Horbuliv din raionul Cerneahiv, regiunea Jîtomîr, Ucraina.

## Demografie
Componența lingvistică a localității Horbuliv
     Ucraineană (98,36%)
     Rusă (1,4%)
     Alte limbi (0,12%)
Conform recensământului din 2001, majoritatea populației localității Horbuliv era vorbitoare de ucraineană (98,36%), existând în minoritate și vorbitori de rusă (1,4%).